# جائزة أوليفر ألسويرث باكلي للمواد المكثفة
جائزة أوليفر ألسويرث باكلي للمواد المكثفة هي جائزة سنوية تمنحها الجمعية الفيزيائية الأمريكية تقديراً وتشجيعاً للإسهامات النظرية أو التجريبية البارزة في فيزياء المواد المكثفة.
أنشئت جائزة أوليفر ألسويرث باكلي للمواد المكثفة في عام 1952، وسُمّيت على اسم أوليفر ألسويرث باكلي الرئيس السابق لمختبرات بيل. مُنحت أوّل جائزة من جوائز أوليفر إليزابيث باكلي للمواد المكثفة في عام 1953.
تظل الترشيحات لجائزة أوليفر ألسويرث باكلي للمواد المكثّفة سارية لمدة ثلاث سنوات تُمنح جائزة أوليفر إليزابيث باكلي للمواد المكثفة عادةً لشخص واحد في كلّ عام، ولكن يمكن أن يتقاسم الجائزة أكثر من شخص إذا ساهموا معاً في نفس الإنجازات.

## الحاصلون على الجائزة
| السنة | الفائز بالجائزة         | الجامعة/المعهد                            | سبب الحصول على الجائزة |
| ----- | ----------------------- | ----------------------------------------- | --- |
| 1953  | ويليام شوكلي            | مختبرات بل                                | لمساهماته في فيزياء أشباه الموصلات |
| 1954  | جون باردين              | مختبرات بل                                | للمساهمة في فيزياء أسطح أشباه الموصلات |
| 1955  | ليروي أبكر              | مختبر أبحاث الكهرباء العامة               | لمساهماته في فهم طاقة الإثارة في البلورات |
| 1956  | كليتفورد ج. شال         | معهد ماساتشوستس للتقنية                   | لعمله على تطبيقات حيود النيوترونات لفحص هياكل المواد الصلبة، وخاصة تلك المواد الصلبة المغناطيسية                                                                    |
| 1957  | تشارلز كيتل             | جامعة كاليفورنيا في بيركلي                | ن عمله في تطبيقات طرق الرنين المغناطيسي لاستقصاءات التركيب الإلكتروني للمواد الصلبة.                                                                                |
| 1958  | نيكولاس بلويمبيرغن      | جامعة هارفارد                             | لدراساته عن الرنين المغناطيسي النووي والإلكتروني على حد سواء واستخداماته في التحقق من المواد الصلبة والسوائل والغازات.                                              |
| 1959  | كونيرز هيرينغ           | جامعة ستانفورد                            | لتفسيره لخصائص النقل لأشباه الموصلات. |
| 1960  | بنيامين لاكس            | معهد ماساتشوستس للتقنية                   | لمساهماته الأساسية في التحليل الطيفي للأشعة تحت الحمراء والميكروويف لأشباه الموصلات.                                                                                |
| 1961  | والتر كون               | جامعة كاليفورنيا في سان دييغو             | لتمديده وتوضيحه لأسس نظرية الإلكترون للمواد الصلبة. |
| 1962  | برترام ن. بروكهاوس      | جامعة مكماستر                             | لمساهماته البارزة في دراسات تشتت النيوترونات للبلازما وأطياف الموجات الدورانية في المواد الصلبة.                                                                    |
| 1963  | ويليام م. فيربانك       | جامعة ستانفورد                            | لأبحاثه حول خصائص الهيليوم السائل He3 وخاصة دوره في الاكتشاف التجريبي لتكميم التدفق في الموصلات الفائقة.                                                            |
| 1964  | فيليب و. أندرسون        | جامعة برينستون                            | لمساهمته فيما يتعلق بالتفاعلات بين العديد من الأجسام والتبادل الفائق، والتي أدت إلى ظهور رؤية نظرية جديدة في الموصلية الفائقة والهيليوم سالائل والبلازمونات والقوة. |
| 1965  | إيفر غيفر               | مختبر أبحاث الكهرباء العامة               | لكونه أول من استخدم نفق الإلكترون في دراسة فجوة الطاقة في الموصلات الفائقة ولإثبات قوة هذه التقنية                                                                  |
| 1966  | ثيودور هـ. مايمان       | مختبرات أبحاث هيوز                        | لكونه أول من أثبت تجريبياً إمكانية توليد وتضخيم الإشعاع البصري في البلورات الصلبة عن طريق الانبعاثات المحفزة.                                                        |
| 1967  | هاري ج. دريكامر         | جامعة إلينوي في إربانا شامبين             | للإبداعه التجريبي، ولأبحاثه التي توصّلت إلى نتائج مهمة تتعلق تأثيرات الضغوط الشديدة على التركيب الإلكتروني والجزيئي للمواد الصلبة                                    |
| 1968  | ج. روبرت شريفر          | جامعة بنسلفانيا                           | لإسهاماته في نظرية الأجسام المتعددة وتطبيقها في تفسير التجارب، وخاصة في مجال الموصلية الفائقة.                                                                      |
| 1969  | ج. ج. هوبفيلد           |                                           | لعملهم المشترك الذي يجمع بين النظرية والتجربة التي طورت فهم تفاعل الضوء مع المواد الصلبة.                                                                           |
| 1969  | د. ج. توماس             | مختبرات بل                                | لعملهم المشترك الذي يجمع بين النظرية والتجربة التي طورت فهم تفاعل الضوء مع المواد الصلبة.                                                                           |
| 1970  | ثيودور هـ. غيبيل        | جامعة ستانفورد                            | لأبحاثهم التجريبية المشتركة حول الموصلية الفائقة التي تحدت الفهم النظري وفتحت المجال لتطبيقات تقنية باستخدام الموصلات الفائقة                                       |
| 1970  | بيرند ت. ماتياس         | جامعة كاليفورنيا في سان دييغو             | لأبحاثهم التجريبية المشتركة حول الموصلية الفائقة التي تحدت الفهم النظري وفتحت المجال لتطبيقات تقنية باستخدام الموصلات الفائقة                                       |
| 1971  | إروين هان               | جامعة كاليفورنيا في بيركلي                | لدراسته للاستجابة المؤقتة للمواد الصلبة تحت تأثير النبضات الكهرومغناطيسية.                                                                                          |
| 1972  | جيمس ك. فيليبس          | مختبرات بل                                | لتعزيزه للمعرفة النظرية والتجريبية حول هياكل النطاق والخصائص البصرية، ولاستخدامه لهذا الفهم لتوحيد الأساليب الفيزيائية والكيميائية للترابط البلوري                  |
| 1973  | جين شيرين               | مختبر بروكهافن الوطني                     | لمساهماته الواسعة في فهم انتقالات الطور البنيوي عن طريق تشتت النيوترون غير المرن                                                                                    |
| 1974  | مايكل تينكهام           | جامعة هارفارد                             | لأبحاثه التجريبية في الخواص الكهرومغناطيسية للموصلات الفائقة. |
| 1975  | ألبرت و. أوفرهاوزر      | جامعة بيردو                               | لاختراعه الاستقطاب النووي الديناميكي وللتحفيز الذي توفره دراساته حول عدم استقرار الحالة المعدنية.                                                                   |
| 1976  | جورج فير                | جامعة كاليفورنيا في سان دييغو             | لتطويره للرنين النووي المزدوج للإلكترون، وتطبيق الرنين المغزلي على مجموعة واسعة من المشاكل في فيزياء المادة المكثفة.                                                |
| 1977  | ليو ب. كادانوف          | جامعة براون                               | لمساهماته في الفهم المفاهيمي لتحولات المرحلة وفي نظرية الظواهر الحرجة.                                                                                              |
| 1978  | جورج د. واتكنز          | جامعة ليهاي                               | لمساهماته البارزة في فهم العيوب التي يسببها الإشعاع في أشباه الموصلات من خلال الاستخدام المبتكر للتقنيات التجريبية والنماذج النظرية.                                |
| 1979  | مارفن كوهين             | جامعة كاليفورنيا في بيركلي                | لتوصّله إلى تفسيرات في الوقت المناسب وتنبؤات جديدة للخصائص الإلكترونية للمواد الصلبة من خلال الاستخدام التخيلي للحسابات الميكانيكية الكمومية                         |
| 1980  | ويليام إ. سبايسر        | جامعة ستانفورد                            | لتطويرهما الفعال وتطبيقهما للتحليل الطيفي الكهروضوئي كأداة لا غنى عنها لدراسة البنية الإلكترونية السائبة والسطحية الصلبة.                                           |
| 1980  | دين إ. إيستمان          | مختبر آي بي إم للأبحاث                    | لتطويرهما الفعال وتطبيقهما للتحليل الطيفي الكهروضوئي كأداة لا غنى عنها لدراسة البنية الإلكترونية السائبة والسطحية الصلبة.                                           |
| 1981  | ديفيد م. لي             | جامعة كورنيل                              | لاكتشافهم وأبحاثهم الرائدة حول مراحل السوائل الفائقة في الهيليوم He3                                                                                                |
| 1981  | روبرت كولمان ريتشاردسون | جامعة كورنيل                              | لاكتشافهم وأبحاثهم الرائدة حول مراحل السوائل الفائقة في الهيليوم He3                                                                                                |
| 1981  | دوغلاس د. أوشيروف       | مختبرات بل                                | لاكتشافهم وأبحاثهم الرائدة حول مراحل السوائل الفائقة في الهيليوم He3                                                                                                |
| 1982  | برتراند إ. هالبرين      | جامعة هارفارد                             | لمساهماته في فهم التغيرات في المادة في انتقالات الطور، وخاصة الظواهر التي تحدث في الحلقة المغناطيسية، والموصلات الفائقة، والمواد الصلبة ثنائية الأبعاد.             |
| 1983  | ألان ج. هيغر            | جامعة كاليفورنيا في سانتا باربارا         | لدراساته في إجراء البوليمرات والمواد الصلبة العضوية، وعلى وجه الخصوص لإسهاماته الرائدة في فهمنا لخصائص الموصلات شبه أحادية البعد.                                   |
| 1984  | دانييل ك. تسوي          | جامعة برينستون                            | لاكتشافهم لتأثير هول الكمي الجزئي |
| 1984  | هورست ل. ستورمر         | مختبرات بل                                | لاكتشافهم لتأثير هول الكمي الجزئي |
| 1984  | أرثر ك. غوسارد          | مختبرات بل                                | لاكتشافهم لتأثير هول الكمي الجزئي |
| 1985  | روبرت أ بول             | جامعة كورنيل                              | لعمله الرائد على الإثارة منخفضة الطاقة في المواد غير المتبلورة ومساهماته المهمة المستمرة في فهم النقل الحراري في المواد الصلبة                                      |
| 1986  | روبرت ب. لوفلين         | جامعة ستانفورد                            | لمساهمته في فهمنا لتأثير القاعة الكمومية. |
| 1987  | روبرت ج. بيرغنو         | معهد ماساتشوستس للتقنية                   | لاستخدامه لتجارب تشتت النيوترون والأشعة السينية لتحديد المراحل وانتقالات الطور للأنظمة ذات الأبعاد المنخفضة.                                                        |
| 1988  | فرانك ف. فانغ           | مختبر آي بي إم للأبحاث                    | لإجرائهم سلسلة من التجارب الرائدة التي أدت إلى اكتشافات أساسية في دراسة ظواهر نقل الإلكترون ثنائية الأبعاد في طبقات انعكاس السيليكون                                |
| 1988  | ألان ب. فولر            | مختبر آي بي إم للأبحاث                    | لإجرائهم سلسلة من التجارب الرائدة التي أدت إلى اكتشافات أساسية في دراسة ظواهر نقل الإلكترون ثنائية الأبعاد في طبقات انعكاس السيليكون                                |
| 1988  | فيليب ج. ستايلز         | جامعة براون                               | لإجرائهم سلسلة من التجارب الرائدة التي أدت إلى اكتشافات أساسية في دراسة ظواهر نقل الإلكترون ثنائية الأبعاد في طبقات انعكاس السيليكون                                |
| 1989  | هيلموت فريتزش           | جامعة شيكاغو                              | لدراساته النقل الأساسية لتوصيل شريط الشوائب بالقرب من انتقال العازل المعدني وقيادته في فهمنا لأشباه الموصلات غير المتبلورة.                                         |
| 1990  | ديفيد إدواردز           | مختبر ديفيد إدواردز لورانس ليفرمور الوطني | لمساهمات المركزية في فيزياء مزيج He3 - He4 لأسطح الهيليوم الصلبة والسائلة، وموجات الدوران في الهيليوم السائل He3                                                    |
| 1991  | باتريك أ. لي            | معهد ماساتشوستس للتقنية                   | لمساهماته المبتكرة في نظرية الخصائص الإلكترونية للمواد الصلبة، وخاصة المواد شديدة التفاعل والمضطربة.                                                                |
| 1992  | ريتشارد أ. ويب          | مختبر آي بي إم للأبحاث                    | لاكتشافه تقلبات التوصيل العالمي وتأثير أرونوف بوهم في الموصلات المعدنية الصغيرة المضطربة، ودوره الريادي في توضيح فيزياء الأنظمة الوسيطة.                            |
| 1993  | ف. دونكان م. هالدين     | جامعة برينستون                            | لمساهمته في نظرية النظم الكمومية منخفضة الأبعاد. |
| 1994  | آرون بينزكوك            | مختبرات بل                                | |
| 1995  | رولف لانداور            | مختبر آي بي إم للأبحاث                    | لاختراعه نهج نظرية التشتت لتحليل ونمذجة النقل الإلكتروني. |
| 1996  | تشارلز بينس سليشتر      | جامعة إلينوي في إربانا شامبين             | لتطبيقاته الأصلية والإبداعية لتقنيات الرنين المغناطيسي لتوضيح الخصائص المجهرية لأنظمة المادة المكثفة، والموصلات الفائقة على وجه التحديد.                            |
| 1997  | جيمس س. لانغر           | جامعة كاليفورنيا في سانتا باربارا         | لمساهماته في نظرية حركية انتقالات الطور، وخاصة عند تطبيقها على التنوي والنمو التغصني.                                                                               |
| 1998  | ديل ج. فان هارلنغن      | جامعة إلينوي في إربانا شامبين             | لاستخدامهم تجارب المرحلة الحساسة في توضيح التناظر المداري لوظيفة الاقتران في الموصلات الفائقة.                                                                      |
| 1998  | دونلاد م. غينسبرج       | جامعة إلينوي في إربانا شامبين             | لاستخدامهم تجارب المرحلة الحساسة في توضيح التناظر المداري لوظيفة الاقتران في الموصلات الفائقة.                                                                      |
| 1998  | جون ر. كيرتلي           | مختبر آي بي إم للأبحاث                    | لاستخدامهم تجارب المرحلة الحساسة في توضيح التناظر المداري لوظيفة الاقتران في الموصلات الفائقة.                                                                      |
| 1998  | شانغ ك. تسوي            | مختبر آي بي إم للأبحاث                    | لاستخدامهم تجارب المرحلة الحساسة في توضيح التناظر المداري لوظيفة الاقتران في الموصلات الفائقة.                                                                      |
| 1999  | سيدني ر. ناغل           | جامعة شيكاغو                              | لدراساته المبتكرة للأنظمة المضطربة التي تتراوح من الزجاج الإنشائي إلى المواد الحبيبية.                                                                              |
| 2000  | جيرالد ج. دولان         | شركة إميونيكون كوربريشن                   | لمساهماتهم الرائدة في تأثيرات الإلكترون الفردي في الأنظمة الوسيطة.                                                                                                  |
| 2000  | ثيودور أ. فولتون        | مختبرات بل                                | لمساهماتهم الرائدة في تأثيرات الإلكترون الفردي في الأنظمة الوسيطة.                                                                                                  |
| 2000  | مارك أ. كاستنر          | معهد ماساتشوستس للتقنية                   | لمساهماتهم الرائدة في تأثيرات الإلكترون الفردي في الأنظمة الوسيطة.                                                                                                  |
| 2001  | ألن هارالد لوثر         | المعهد النوردي للفيزياء النظرية           | لمساهماتهما الأساسية في تطوير نظرية تفاعل الإلكترونات في بُعد واحد.                                                                                                  |
| 2001  | فيكتور جون إمري         | مختبر بروكهافن الوطني                     | لمساهماتهما الأساسية في تطوير نظرية تفاعل الإلكترونات في بُعد واحد.                                                                                                  |
| 2002  | جينيندرا جين            | جامعة بنسلفانيا                           | لعملهم النظري والتجريبي الذي أنشأ نموذج الفرميون المركب لمستوى لانداو نصف المملوء وأنظمة القاعة الكمية الأخرى.                                                      |
| 2002  | نيكولز ريد              | جامعة ييل                                 | لعملهم النظري والتجريبي الذي أنشأ نموذج الفرميون المركب لمستوى لانداو نصف المملوء وأنظمة القاعة الكمية الأخرى.                                                      |
| 2002  | روبرت ويليت             | مختبرات بل                                | لعملهم النظري والتجريبي الذي أنشأ نموذج الفرميون المركب لمستوى لانداو نصف المملوء وأنظمة القاعة الكمية الأخرى.                                                      |
| 2003  | بوريس ألتشولر           | جامعة كولومبيا                            | لمساهماته الأساسية في فهم ميكانيكا الكم للإلكترونات في الإمكانات العشوائية والهندسة المحصورة، والتي من بينها عمله الرائد في شرح العلاقة بين التفاعلات والاضطراب.    |
| 2004  | توم ك. لوبنسكي          | جامعة بنسلفانيا                           | لمساهماته الأساسية في نظرية أنظمة المادة المكثفة بما في ذلك التنبؤ وتوضيح خصائص مراحل جديدة مرتبة جزئيًا من المواد المعقدة.                                          |
| 2004  | ديفيد ر. نيلسون         | جامعة هارفارد                             | لمساهماته الأساسية في نظرية أنظمة المادة المكثفة بما في ذلك التنبؤ وتوضيح خصائص مراحل جديدة مرتبة جزئيًا من المواد المعقدة.                                          |
| 2005  | ديفيد أوشالوم           | جامعة كاليفورنيا في سانتا باربارا         | لمساهماتهم الأساسية في الدراسات التجريبية لديناميكيات الدوران الكمي وتماسك الدوران في أنظمة المادة المكثفة.                                                         |
| 2005  | ميريام ساراشيك          | جامعة المدينة في نيويورك                  | لمساهماتهم الأساسية في الدراسات التجريبية لديناميكيات الدوران الكمي وتماسك الدوران في أنظمة المادة المكثفة.                                                         |
| 2005  | جبراييل أيبلي           | مركز لندن للتكنولوجيا النانوية            | لمساهماتهم الأساسية في الدراسات التجريبية لديناميكيات الدوران الكمي وتماسك الدوران في أنظمة المادة المكثفة.                                                         |
| 2006  | نويل أ. كلارك           | جامعة كولورادو                            | لمساهماتهما التجريبية والنظرية الرائدة في العلوم الأساسية وتطبيقات البلورات السائلة، ولا سيما خواصها الحديدية والكهربائية.                                          |
| 2006  | روبرت ماير              | جامعة برانديز                             | لمساهماتهما التجريبية والنظرية الرائدة في العلوم الأساسية وتطبيقات البلورات السائلة، ولا سيما خواصها الحديدية والكهربائية.                                          |
| 2007  | جيمس ب. أيسنشتاين       | معهد كاليفورنيا للتقنية                   | لأبحاثهم التجريبية والنظرية الأساسية حول حالات الإلكترون المتعددة المترابطة في الأنظمة منخفضة الأبعاد.                                                              |
| 2007  | ستيفن م. غيرفن          | جامعة ييل                                 | لأبحاثهم التجريبية والنظرية الأساسية حول حالات الإلكترون المتعددة المترابطة في الأنظمة منخفضة الأبعاد.                                                              |
| 2007  | ألان هـ. مكدونالد       | جامعة تكساس في أوستن                      | لأبحاثهم التجريبية والنظرية الأساسية حول حالات الإلكترون المتعددة المترابطة في الأنظمة منخفضة الأبعاد.                                                              |
| 2008  | ميدريد دريسلهاوس        | معهد ماساتشوستس للتقنية                   | لمساهماته الرائدة في فهم الخصائص الإلكترونية للمواد، وخاصة الأشكال الجديدة من الكربون.                                                                              |
| 2009  | جاباديش موديرا          | معهد ماساتشوستس للتقنية                   | لعمله الرائد في مجال الأنفاق التي تعتمد على الدوران ولتطبيق هذه الظواهر في مجال الإلكترونيات المغناطيسية.                                                           |
| 2009  | بول تيدرو               | معهد ماساتشوستس للتقنية                   | لعمله الرائد في مجال الأنفاق التي تعتمد على الدوران ولتطبيق هذه الظواهر في مجال الإلكترونيات المغناطيسية.                                                           |
| 2009  | روبرت ميسيرفي           | معهد ماساتشوستس للتقنية                   | لعمله الرائد في مجال الأنفاق التي تعتمد على الدوران ولتطبيق هذه الظواهر في مجال الإلكترونيات المغناطيسية.                                                           |
| 2009  | تيرونوبو ميازاكي        | جامعة توهوكو                              | لعمله الرائد في مجال الأنفاق التي تعتمد على الدوران ولتطبيق هذه الظواهر في مجال الإلكترونيات المغناطيسية.                                                           |
| 2010  | ألان ل. ماكاي           | كلية بيركبيك في جامعة لندن                | لمساهماته الرائدة في نظرية شبه البلورات، بما في ذلك التنبؤ بنمط الانعراج.                                                                                           |
| 2010  | دوف ليفين               | جامعة التخنيون                            | لمساهماته الرائدة في نظرية شبه البلورات، بما في ذلك التنبؤ بنمط الانعراج.                                                                                           |
| 2010  | بول شتاينهاردت          | جامعة برينستون                            | لمساهماته الرائدة في نظرية شبه البلورات، بما في ذلك التنبؤ بنمط الانعراج.                                                                                           |
| 2011  | خوان كارلوس كومبوسانو   | مختبر أرجون الوطني                        | لإبتكاراتهم في التحليل الطيفي للانبعاث الضوئي ذي الزاوية، والتي طورت فهم الموصلات الفائقة، وحولت دراسة الأنظمة الإلكترونية شديدة الارتباط.                          |
| 2011  | بيتر جونسون             | مختبر بروكهافن الوطني                     | لإبتكاراتهم في التحليل الطيفي للانبعاث الضوئي ذي الزاوية، والتي طورت فهم الموصلات الفائقة، وحولت دراسة الأنظمة الإلكترونية شديدة الارتباط.                          |
| 2011  | تساي شون شين            | جامعة ستانفورد                            | لإبتكاراتهم في التحليل الطيفي للانبعاث الضوئي ذي الزاوية، والتي طورت فهم الموصلات الفائقة، وحولت دراسة الأنظمة الإلكترونية شديدة الارتباط.                          |
| 2012  | تشارلز ل. كين           | جامعة بنسلفانيا                           | للتنبؤ النظري والملاحظة التجريبية لتأثير هول الكمي المغزلي، وفتح مجال العوازل الطوبولوجية.                                                                          |
| 2012  | لورانس و. مولنكامب      | جامعة فورتسبورغ                           | للتنبؤ النظري والملاحظة التجريبية لتأثير هول الكمي المغزلي، وفتح مجال العوازل الطوبولوجية.                                                                          |
| 2012  | شوشنغ تسانغ             | جامعة ستانفورد                            | للتنبؤ النظري والملاحظة التجريبية لتأثير هول الكمي المغزلي، وفتح مجال العوازل الطوبولوجية.                                                                          |
| 2013  | جون سلونسفسكي           | مختبر آي بي إم للأبحاث                    | للتنبؤ بعزم دوران نقل الدوران، والذي فتح مجال التحكم الناجم عن التيار في الهياكل النانوية المغناطيسية.                                                              |
| 2013  | لوك بيرغر               | جامعة كارنيجي ميلون                       | للتنبؤ بعزم دوران نقل الدوران، والذي فتح مجال التحكم الناجم عن التيار في الهياكل النانوية المغناطيسية.                                                              |
| 2014  | فيليب كيم               | جامعة كولومبيا                            | لاكتشافاته للخصائص الإلكترونية غير التقليدية للجرافين. |
| 2015  | أهارون كابيتولنيك       | جامعة ستانفورد                            | لاكتشافاتهم وأبحاثهم الرائدة في انتقال الموصل الفائق إلى عازل، وخاصة نموذج لتحولات الطور الكمومي.                                                                   |
| 2015  | ألان غولدمان            | جامعة منيسوتا                             | لاكتشافاتهم وأبحاثهم الرائدة في انتقال الموصل الفائق إلى عازل، وخاصة نموذج لتحولات الطور الكمومي.                                                                   |
| 2015  | أرثر ف. هيربرد          | جامعة فلوريدا                             | لاكتشافاتهم وأبحاثهم الرائدة في انتقال الموصل الفائق إلى عازل، وخاصة نموذج لتحولات الطور الكمومي.                                                                   |
| 2015  | ماثيو ب. أ. فيشر        | جامعة كاليفورنيا في سانتا باربارا         | لاكتشافاتهم وأبحاثهم الرائدة في انتقال الموصل الفائق إلى عازل، وخاصة نموذج لتحولات الطور الكمومي.                                                                   |
| 2016  | إلي يابلونوفيتش         | جامعة كاليفورنيا في بيركلي                | لإنجازاته الأساسية في الخلايا الشمسية وليزر الآبار الكمومية المتوترة، وخاصة لإنشاء مجال البلورات الضوئية، التي تشمل العلوم الأساسية والتطبيقات العملية لهذا العلم.  |
| 2017  | أليكسي كيتاييف          | معهد كاليفورنيا للتقنية                   | لاكتشافهم لنظريات النظام الطوبولوجي وعواقبه في مجموعة واسعة من الأنظمة الفيزيائية.                                                                                  |
| 2017  | تشياو غانغ وين          | معهد ماساتشوستس للتقنية                   | لاكتشافهم لنظريات النظام الطوبولوجي وعواقبه في مجموعة واسعة من الأنظمة الفيزيائية.                                                                                  |
| 2018  | بول شايكين              | جامعة نيويورك                             | لمساهماته الرائدة التي فتحت اتجاهات جديدة في مجال فيزياء المواد المكثفة اللينة من خلال الدراسات المبتكرة للغرويات والبوليمرات والتعبئة.                             |
| 2019  | أليكسي ل. إيفروس        | جامعة يوتا                                | لأبحاثهم الرائدة في فيزياء المواد المضطربة والتوصيل القافز. |
| 2019  | بوريس إ. شكلوفسكي       | جامعة منيسوتا                             | لأبحاثهم الرائدة في فيزياء المواد المضطربة والتوصيل القافز. |
| 2019  | إلياهو أبرامز           | جامعة كاليفورنيا في لوس أنغلوس            | لأبحاثهم الرائدة في فيزياء المواد المضطربة والتوصيل القافز. |
| 2020  | بابلو خاريلو هيريرو     | معهد ماساتشوستس للتقنية                   | لاكتشافه الموصلية الفائقة في الجرافين ثنائي الطبقة الملتوي. |